# Аріель Вінтер
Арієль Вінтер Воркмен (англ. Ariel Winter Workman; нар.. 28 січня 1998, Лос-Анджелес, Каліфорнія, США) — американська акторка, акторка озвучування, співачка та сценаристка. Відома за роллю Алекс Данфі в комедійному телесеріалі «Американська сімейка».

## Життєпис
Арієль Вінтер народилася 28 січня 1998 року в Лос-Анджелесі. Її батьки — Глен Батістас та Крістал Воркмен. Мати Арієль має грецьке коріння. Є старші брат і сестра, Шанель Воркмен-Грей і Джиммі Воркмен, обидва актори. Батько назвав дочку Арієль на честь русалоньки з мультфільму Disney.
Дитинство провела у Лос-Анджелесі. Вже в 4 роки вирішила стати акторкою. У 6 років почала зніматися в рекламі, розпочавши з рекламного ролика збитих вершків Cool Whip. У 2005 році виконала епізодичну роль у ситкомі каналу CBS «Увага, увага!», за якою пішли інші невеликі ролі у фільмах («Поцілунок навиліт», «Спіді-гонщик», «Веселе життя в Кректауні») та серіалах («Кістки», «Єрихон», «Швидка допомога», «Та, що говорить з привидами», «Криміналісти: мислити як злочинець» та інші). У фільмі жахів «Один пропущений дзвінок» зіграла дівчинку-вбивцю, яка стала першою значною роллю в її кінокар'єрі. За роль у кінокомедії 2011 року «Супроводжуючий» Вінтер була номінована на премію «Молодий актор» .
Паралельно зі зйомками у фільмах та серіалах Вінтер почала займатися озвучуванням мультфільмів. З 2007 року і протягом кількох наступних років вона озвучувала Гретхен та кількох інших персонажів у мультсеріалі виробництва Disney «Фінеас і Ферб». З 2011 року Вінтер озвучує русалоньку Марину в серіалі «Джейк та пірати Нетландії». У 2012 році стала озвучувати Софію Прекрасну, головну героїню однойменного анімаційного фільму та мультсеріалу.
У 2009 році Вінтер приєдналася до основного акторського складу комедійного серіалу «Американська сімейка». У серіалі вона грає Алекс, середню дитину в сім'ї Данфі, дівчинку-відмінницю. Ця роль принесла їй премію «Молодий актор» у 2010 році (спільно з Ріко Родрігесом та Ноланом Гоулдом). Акторський ансамбль серіалу 7 роки поспіль відзначався премією Гільдії кіноакторів.
Окрім акторської кар'єри, Вінтер займається співом. У 2012 році вона разом з Джексоном Гаті записала кавер-версію хіта Готьє Somebody That I Used to Know. У січні 2013 року Вінтер записала кавер-версію пісні Тейлор Свіфт "I Knew You Were Trouble".
У серпні 2015 року Вінтер зробила пластичну операцію зі зменшення грудей. За її словами, великі груди не тільки викликали болі в шиї та спині, але й заважали її акторській кар'єрі, оскільки акторка виглядала старшою від свого віку і вже погано підходила на роль підлітки.

## Особисте життя
2012 року з 14-річною Вінтер зустрічався 18-річний актор Кемерон Палатас. Мати Вінтер заявила, що застала їх у ліжку, та написала на Палатаса заяву в поліцію, що викликало скандал. За словами Вінтер, мати вигадала історію. Надалі Вінтер звинуватила свою матір в емоційному та фізичному насильстві. Служба захисту дітей знайшла цьому докази, справу було передано до суду. Вінтер переїхала до старшої сестри Шанель, яка стала її опікункою, а контроль над її фінансами отримав її батько. Два роки мати намагалася через суд повернути опіку над Вінтер, поки у 2014 році не відмовилася від продовження боротьби. У травні 2015 року Вінтер оголосила, що суд визнав її такою, що більше не потребує опіки .
Наприкінці 2013 року Вінтер почала зустрічатися з Лораном Клодом Годеттом, з яким познайомилася в старшій школі Кемпбелл Голл. У грудні 2015 року пара ненадовго розлучилася, але незабаром знову зійшлася.
На церемонії вручення премії Гільдії кіноакторів у січні 2016 року Вінтер привернула увагу ЗМІ, одягнувши сукню Ромони Кавези, яка відкривала її хірургічні шрами. Вінтер була шокована наступного дня, коли побачила світлини з червоної доріжки, і „кожен заголовок був про моє декольте, а не про мій талант“. Пізніше Вінтер написала у Twitter: „Хлопці, є причина, чому я цього не робила. Докладати зусиль, щоб приховати мої шрами! Вони є частиною мене, і я зовсім не соромлюся їх».
Вінтер відвідувала школу Campbell Hall School в Лос-Анджелесі, яку закінчила в червні 2016 року. У квітні 2016 року прийнята до Каліфорнійського університету в Лос-Анджелесі (UCLA) і планувала там навчатися під час осіннього триместру 2016 року. Проте 12 вересня підтвердила, що планує вступити до UCLA восени 2017 року. Про своє рішення вступити до закладу вищої освіти вона пояснила: «Ви повинні мати ще інший фах, чим можете потім займатися. Мене завжди цікавило право, тому я думаю це точно буде те, чим я буду любити займатися, а також ходитиму до закладу освіти». У 2018 році Вінтер взяла академічну відпустку в UCLA, щоб зосередитися на своїй творчості. У квітні 2019 року вона відвідала захід We Day в місті Такомі у штаті Вашингтон.
Належить до Грецької православної церкви.

## Фільмографія
| Рік       |    | Українська назва                            | Оригінальна назва                     | Роль                                                                        |
| --------- | -- | ------------------------------------------- | ------------------------------------- | --------------------------------------------------------------------------- |
| 2005      | с  | Увага, увага!                               | Listen Up                             | маленька дівчинка                                                           |
| 2005      | ф  | Поцілунок навиліт                           | Kiss Kiss Bang Bang                   | Хармоні Фейт у 7-річному віці                                               |
| 2006      | мф | Бембі 2                                     | Bambi II                              | сестра Топотуна                                                             |
| 2006      | мф | Цікавий Джордж                              | Curious George                        | дівчинка                                                                    |
| 2006      | мф | Льодовиковий період 2: Глобальне потепління | Ice Age: The Meltdown                 | додаткові голоси                                                            |
| 2006      | с  | Монк                                        | Monk                                  | Донна Кейн                                                                  |
| 2006      | мф | Лісова братва                               | Over the Hedge                        | додаткові голоси                                                            |
| 2006      | с  | Настільки відома                            | So noTORIous                          | маленька Торі                                                               |
| 2006      | в  | Смажені                                     | Grilled                               | Доллі                                                                       |
| 2006—2007 | с  | Єрихон                                      | Jericho                               | Джулі                                                                       |
| 2006      | с  | Кості                                       | Bones                                 | Ліза                                                                        |
| 2006      | с  | Частини тіла                                | Nip/Tuck                              | дівчинка №3                                                                 |
| 2007      | с  | Розслідування Джордан                       | Crossing Jordan                       | Гвен                                                                        |
| 2007—2014 | мс | Фінеас і Ферб                               | Phineas and Ferb                      | Гретхен / додаткові голоси                                                  |
| 2007      | с  | Криміналісти: мислити як злочинець          | Criminal Minds                        | Кеті Джейкобс                                                               |
| 2008      | ф  | Один пропущений дзвінок                     | One Missed Call                       | Еллі Лейтон                                                                 |
| 2008      | мф | Хортон                                      | Horton Hears a Who!                   | додаткові голоси                                                            |
| 2008      | ф  | Спіді Гонщик                                | Speed Racer                           | маленька Триксі Симура                                                      |
| 2008      | с  | Та, що говорить з привидами                 | Ghost Whisperer                       | Наталі                                                                      |
| 2009      | мф | Афросамурай: Воскресіння                    | Afro Samurai: Resurrection            | молода Сіо                                                                  |
| 2009      | с  | Швидка допомога                             | ER                                    | Люсі Мур                                                                    |
| 2009      | ф  | Веселе життя у Кректауні                    | Life Is Hot in Cracktown              | Сьюзі                                                                       |
| 2009      | ф  | День навпаки                                | Opposite Day                          | Карла Бенсон                                                                |
| 2009      | мс | Пінгвіни Мадагаскару                        | The Penguins of Madagascar            | маленька дівчинка                                                           |
| 2009—2020 | с  | Американська сімейка                        | Modern Family                         | Алекс Данфі                                                                 |
| 2009      | ф  | Примус                                      | Duress                                | Сара Барнетт                                                                |
| 2010      | ф  | Кілери                                      | Killers                               | Седі                                                                        |
| 2011—2015 | мс | Джейк та пірати Нетландії                   | Jake and the Never Land Pirates       | русалка Марина, озвучування                                                 |
| 2011      | ф  | Супроводжуючий                              | The Chaperone                         | Саллі Бредстоун                                                             |
| 2011—2012 | с  | Р. Л. Стайн: Час привидів                   | R.L. Stine's The Haunting Hour        | Дженні / Грейсі                                                             |
| 2012      | ф  | Обрізання                                   | Excision                              | Грейс                                                                       |
| 2012      | ф  | Тисяча слів                                 | A Thousand Words                      | Лайла                                                                       |
| 2012      | мс | Молода Ліга справедливості                  | Young Justice                         | королева Пердіта                                                            |
| 2012      | мф | Паранорман                                  | ParaNorman                            | міська дівчинка                                                             |
| 2012      | мф | Бетмен: Повернення Темного лицаря           | Batman: The Dark Knight Returns       | Керрі Келлі / Робін                                                         |
| 2012      | тф | Софія Прекрасна: Історія принцеси           | Sofia the First: Once Upon a Princess | Софія, озвучування                                                          |
| 2013—н.в. | мс | Софія Прекрасна                             | Sofia the First                       | Софія, озвучування                                                          |
| 2013      | мф | Скубі-Ду! Боязнь сцени                      | Scooby-Doo! Stage Fright              | Кріссі Деймон                                                               |
| 2014      | мф | Містер Пібоді та Шерман                     | Mr. Peabody & Sherman                 | Пенні Петерсон                                                              |
| 2015      | ф  | Безпечне освітлення                         | Safelight                             | Кейт                                                                        |
| 2016      | мс | Закон Майла Мерфі                           | Milo Murphy's Law                     | Джекі (голос) в епізоді: "Дикий Захід"                                      |
| 2017      | мф | Смурфики: Загублене містечко                | Smurfs: The Lost Village              | Смурфлілі, озвучування                                                      |
| 2019      | с  | Закон і порядок: Спеціальний корпус         | Law & Order: Special Victims Unit     | Рейган Джеймс в епізоді: "Найтемніша подорож додому"                        |
| 2019      | мс | Робоцип                                     | Robot Chicken                         | Різні персонажі (озвучування) в епізоді: «Джинджер Хілл у: Розірвані труби» |
| 2020      | мс |                                             | Elena of Avalor                       | Софія (голос) в епізоді: "День коронації"                                   |

### Комп'ютерні ігри
- 2022 — The Quarry — Ебігейл Бліг

## Нагороди та номінації

### Премія Гільдії кіноакторів
| рік  | Категорія                                  | Номінована робота | Результат |
| ---- | ------------------------------------------ | --- | --------- |
| 2009 | Видатна гра ансамблю в комедійному серіалі | Сучасна сім'я (спільно з Ед О'Нілл, Софія Вергара, Джулі Боуен, Тай Беррелл, Джессі Тайлер Фергюсон, Ерік Стоунстріт, Сара Гайленд, Ріко Родрігес та Нолан Гулд) | Номінація |
| 2010 | Видатна гра ансамблю в комедійному серіалі | Сучасна сім'я (спільно з Ед О'Нілл, Софія Вергара, Джулі Боуен, Тай Беррелл, Джессі Тайлер Фергюсон, Ерік Стоунстріт, Сара Гайленд, Ріко Родрігес та Нолан Гулд) | Перемога  |
| 2011 | Видатна гра ансамблю в комедійному серіалі | Сучасна сім'я (спільно з Ед О'Нілл, Софія Вергара, Джулі Боуен, Тай Беррелл, Джессі Тайлер Фергюсон, Ерік Стоунстріт, Сара Гайленд, Ріко Родрігес та Нолан Гулд) | Перемога  |
| 2012 | Видатна гра ансамблю в комедійному серіалі | Сучасна сім'я (спільно з Ед О'Нілл, Софія Вергара, Джулі Боуен, Тай Беррелл, Джессі Тайлер Фергюсон, Ерік Стоунстріт, Сара Гайленд, Ріко Родрігес та Нолан Гулд) | Перемога  |
| 2013 | Видатна гра ансамблю в комедійному серіалі | Сучасна сім'я (спільно з Ед О'Нілл, Софія Вергара, Джулі Боуен, Тай Беррелл, Джессі Тайлер Фергюсон, Ерік Стоунстріт, Сара Гайленд, Ріко Родрігес та Нолан Гулд) | Перемога  |
| 2014 | Видатна гра ансамблю в комедійному серіалі | Сучасна сім'я (спільно з Ед О'Нілл, Софія Вергара, Джулі Боуен, Тай Беррелл, Джессі Тайлер Фергюсон, Ерік Стоунстріт, Сара Гайленд, Ріко Родрігес та Нолан Гулд) | Номінація |
| 2015 | Видатна гра ансамблю в комедійному серіалі | Сучасна сім'я (спільно з Ед О'Нілл, Софія Вергара, Джулі Боуен, Тай Беррелл, Джессі Тайлер Фергюсон, Ерік Стоунстріт, Сара Гайленд, Ріко Родрігес та Нолан Гулд) | Номінація |
| 2016 | Видатна гра ансамблю в комедійному серіалі | Сучасна сім'я (спільно з Ед О'Нілл, Софія Вергара, Джулі Боуен, Тай Беррелл, Джессі Тайлер Фергюсон, Ерік Стоунстріт, Сара Гайленд, Ріко Родрігес та Нолан Гулд) | Номінація |

### Премія Young Artist Awards
| Пік  | Категорія                                            | Номінована робота | Результат | Прим.  |
| ---- | ---------------------------------------------------- | ----------------- | --------- | ------ |
| 2010 | Видатний молодий ансамбль у серіалі                  | Сучасна сім'я     | Перемога  | [ 25 ] |
| 2011 | Видатний молодий ансамбль у серіалі                  | Сучасна сім'я     | Номінація | [ 26 ] |
| 2012 | Найкраща молода жіноча роль у повнометражному фільмі | Чаперон           | Номінація | [ 27 ] |